# Mareuil, Dordogne
Mareuil, även kallad Mareuil-sur-Belle, är en kommun i departementet Dordogne i regionen Nouvelle-Aquitaine i sydvästra Frankrike. Kommunen ligger i kantonen Mareuil som tillhör arrondissementet Nontron. År 2018 hade Mareuil 951 invånare.

## Befolkningsutveckling
Antalet invånare i kommunen Mareuil
Referens:INSEE